# Francis Quarles
Francis Quarles (Havering, 8 de maio de 1592 - 8 de setembro de 1644) foi um poeta inglês, mais conhecido por seu livro intitulado Emblems.

## Carreira
Eu amo a Terra — ela é a criatura do meu Criador,

Ela é minha mãe, pois ela me deu à luz.

Ela é minha macia enfermeira — ela me dá comida.

Mas o que é uma criatura, Senhor, comparado a ti?

Ou o que é minha mãe ou minha enfermeira para mim?

Eu amo o ar — seus doces ventos refrescam

Minha alma caída e novos ventos me convidam.

Mas qual é o ar ou todos os ventos que ela

Pode igualmente abençoar minha alma, comparada a ti?

Retirado de “Delight In God Only” por Francis Quarles

 Francis nasceu em Romford, Essex (atual bairro de Havering, em Londres) e foi batizado no dia 8 de maio de 1592. Sua ascendência é de uma família estabelecida na Inglaterra antes da conquista normanda, com uma longa história no serviço real. Seu bisavô, George Quarles, foi auditor de Henrique VIII, e seu pai, James Quarles, ocupou vários lugares sob o governo de Isabel I e Jaime I, pelos quais foi recompensado com uma propriedade chamada Stewards, em Romford. Sua mãe, Joan Dalton, era filha e herdeira de Eldred Dalton, de Mores Place, Hadham. Havia oito[carece de fontes?] filhos na família; o mais velho, Sir Robert Quarles, foi cavaleiro por Jaime I em 1608.
Francis entrou no Christ's College, em Cambridge, em 1608 e, posteriormente, no Lincoln's Inn. Ele foi copeiro da Princesa Isabel, em 1613, permanecendo no exterior por alguns anos; e antes de 1629 ele foi nomeado secretário de Ussher, o primaz da Irlanda.
Por volta de 1633, ele retornou à Inglaterra e passou os dois anos seguintes na preparação de seu Emblems. Em 1639, ele foi nomeado cronologista da cidade, cargo em que Ben Jonson e Thomas Middleton o haviam precedido. No início da Guerra Civil, ele assumiu o lado realista, redigindo três panfletos em 1644 em apoio à causa do rei. Dizem que sua casa foi revistada e seus documentos destruídos pelos parlamentares em consequência dessas publicações.
Quarles casou-se com Ursula Woodgate em 1618, com quem teve dezoito filhos. Seu filho, John Quarles (1624-1665), foi exilado em Flandres por suas simpatias monarquistas e foi o autor de Fons Lachrymarum (1648) e outros poemas. Os descendentes de Quarles, Charles Henry Langston e John Mercer Langston foram abolicionistas americanos que lutaram por maior liberdade e sufrágio entre os afro-americanos no século XIX. O neto de Charles Henry Langston (e descendente de Quarles), Langston Hughes, foi um célebre autor e poeta durante o Renascimento do Harlem.
O trabalho pelo qual Quarles é mais conhecido, Emblems, foi publicado originalmente em 1634, com ilustrações grotescas gravuradas por William Marshall e outros. As quarenta e cinco gravuras dos últimos três livros são emprestadas dos desenhos de Boetius à Bolswert para a Pia Desideria (Antuérpia, 1624) de Herman Hugo. Cada "emblema" consiste em uma paráfrase de uma passagem das Escrituras, expressa em linguagem ornamentada e metafórica, seguida de passagens dos Padres Cristãos e concluindo com um epigrama de quatro linhas.
O Emblems era imensamente populares entre as pessoas comuns, mas os críticos dos séculos XVII e XVIII não tinham piedade de Quarles.

## Obras
Os trabalhos de Quarles incluem:

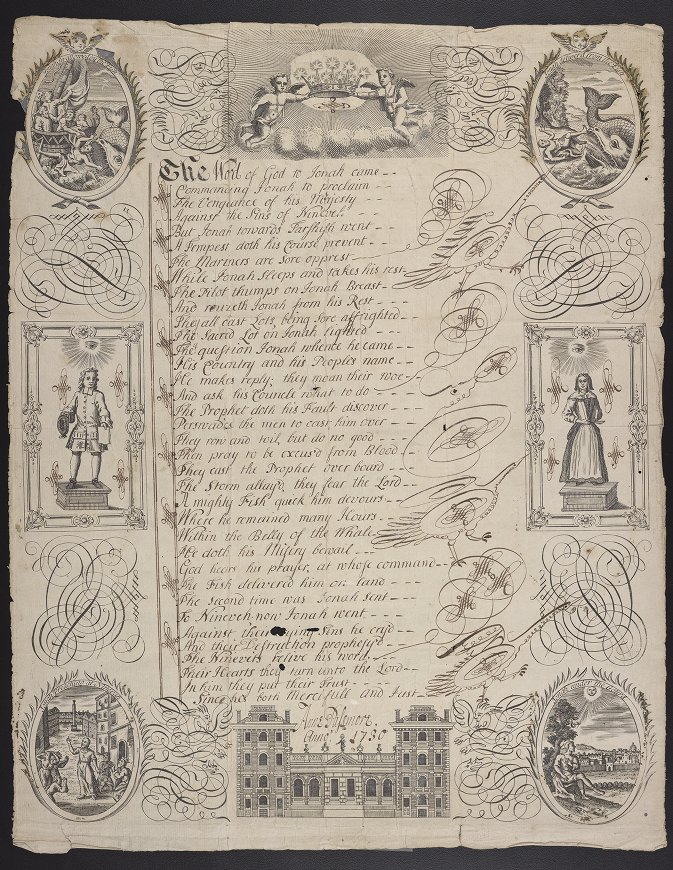
Uma folha de escrita produzida pela aluna Anne Passmore, mostrando a história bíblica de Jonas retratada em imagens e poesia; as quatro primeiras linhas são do argumento de Francis Quarles, que inicia seu poema "Um banquete para os Wormes".

- A Feast for Wormes. Set forth in a Poeme of the History of Jonah (1620), que contém outras paráfrases das escrituras, além da que fornece o título; Hadassa; or the History of Queene Ester (1621)
- Job Militant, with Meditations Divine and Moral (1624)
- Sions Elegies, wept by Jeremie the Prophet (1624)
- Sions Sonets sung by Solomon the King (1624), uma paráfrase dos cânticos
- The Historie of Samson (1631)
- Alphabet of Elegies upon... Dr Aylmer (1625)
- Argalus and Parthenia (1629), cujo assunto é emprestado da Arcadia de Sir Philip Sidney
- quatro livros do Divine Fancies digested into Epigrams, Meditations and Observations (1632)
- uma reedição de suas paráfrases das escrituras e o Alphabet of Elegies as Divine Poems (1633)
- Hieroglyphikes of the Life of Man (1638)
- Memorials Upon the Death of Sir Robert Quarles, Knight (1639), em homenagem a seu irmão
- Enchyridion, containing Institutions Divine and Moral (1640-1641), uma coleção de quatro "séculos" de aforismos diversos
- Observations concerning Princes and States upon Peace and Warre (1642)
- Boanerges and Barnabas—Wine and Oyle for ... afflicted Soules (1644-1646), coleção de reflexões diversas
- três violentos cartazes realistas (1644), The Loyal Convert, The Whipper Whipt e The New Distemper, reeditados em um volume em 1645 com o título de The Profest Royalist
- sua briga com o Times e algumas elegias
- Solomon's Recantation... (1645), que contém um livro de memórias de sua viúva
- The Shepheards' Oracles (1646)
- uma segunda parte de Boanerges e Barnabas (1646)
- um ensaio intitulado A Direfull Anathema against Peace-haters (1647)
- um interlúdio, The Virgin Widow (1649).

Uma edição de Emblems (Edimburgo, 1857) foi embelezada com novas ilustrações de C. H. Bennett e W. A. Rogers. Elas são reproduzidas na edição completa (1874) de Quarles, incluída na "Chertsey Worthies Library" pelo Dr. A. B. Grosart, que fornece uma introdução. livro de memórias e uma apreciação do valor de Quarles como poeta.